# أدريان مورياس
أدريان مورياس (بالفرنسية: Adrien Morillas)‏ هو متسابق دراجات نارية فرنسي. نافس في سباقات بطولة العالم لفئة 500 سي سي ولفئة 250 سي سي ولفئة 50 سي سي. كما شارك في بطولة العالم للسوبربايك.

## روابط خارجية
- أدريان مورياس على موقع MotoGP.com (الإنجليزية)
- أدريان مورياس على موقع WorldSBK.com (الإنجليزية)